# 美和家站
美和家站位於吉隆坡东郊的美和家花园1/93路（东北侧为美和家组屋区），是吉隆坡安邦线的一个半地面轻快铁车站。本站属于安邦线第一阶段线路，于1996年12月16日开始运营。

## 历史
本站建造于马来联邦铁道局（FMSR）和马来亚铁道（KTM），连接吉隆坡、安邦和沙叻秀线路的废弃铁道上。90年代因建造实达轻快铁（STAR）而在铁路路基上建造本站。2011年4月，鄰近的輝煌購物廣場（Viva Home Shopping Mall）重新開幕；該購物中心的管理層也為本站進行翻修工作，建設通往該購物中心的行人天橋。
本站也是安邦线于大城堡线相连前的最后一个车站，在这之后列车将会前往两个线路的转换站陈秀连站。

## 车站结构
本站是安邦线的一个半地面车站。该站台设在一楼，包括两个側式月台和两条轨道；在底楼和站台楼之间有一个购票台、詢問處及驗票閘門。此站的设计类似其他车站，有多层屋顶、相框、白色的墙壁和支柱。所有楼层都有楼梯和自动扶梯。自2012年起，為提升站內設備，本站開始佈置跨鐵軌的遮雨棚，以及在各自月台設立電梯、手扶梯、洗手間、祈禱間等各項設備。
| 一楼 | 车站大廳          | 自动售票机、验票闸门、售票站、车站控制台                               |          |
| 一楼 | 安邦/大城堡线站台 | 侧式站台                                                               | 侧式站台 |
| 一楼 | 安邦/大城堡线站台 | 1号站台: 3 安邦线/4 大城堡线通过 AG11 SP11 陈秀连往 AG1 SP1 冼都東 (←) |          |
| 一楼 | 安邦/大城堡线站台 | 2号站台: 3 安邦线往 AG18 安邦 (→)                                      |          |
| 一楼 | 安邦/大城堡线站台 | 侧式站台                                                               |          |
| 地面 | 街道              | 出入口、洗手间、祈祷间                                                 |          |

## 车站周边
- 美和家組屋（Miharja Flat）：位于美和家花园，被隆布大道、新街场大道、克拉容河（Kerayong River）和陆佑路环绕，可通过陆佑路抵达，陆佑路对面则是辉煌购物广场。
- 辉煌购物广场（Viva Home）

## 图片集

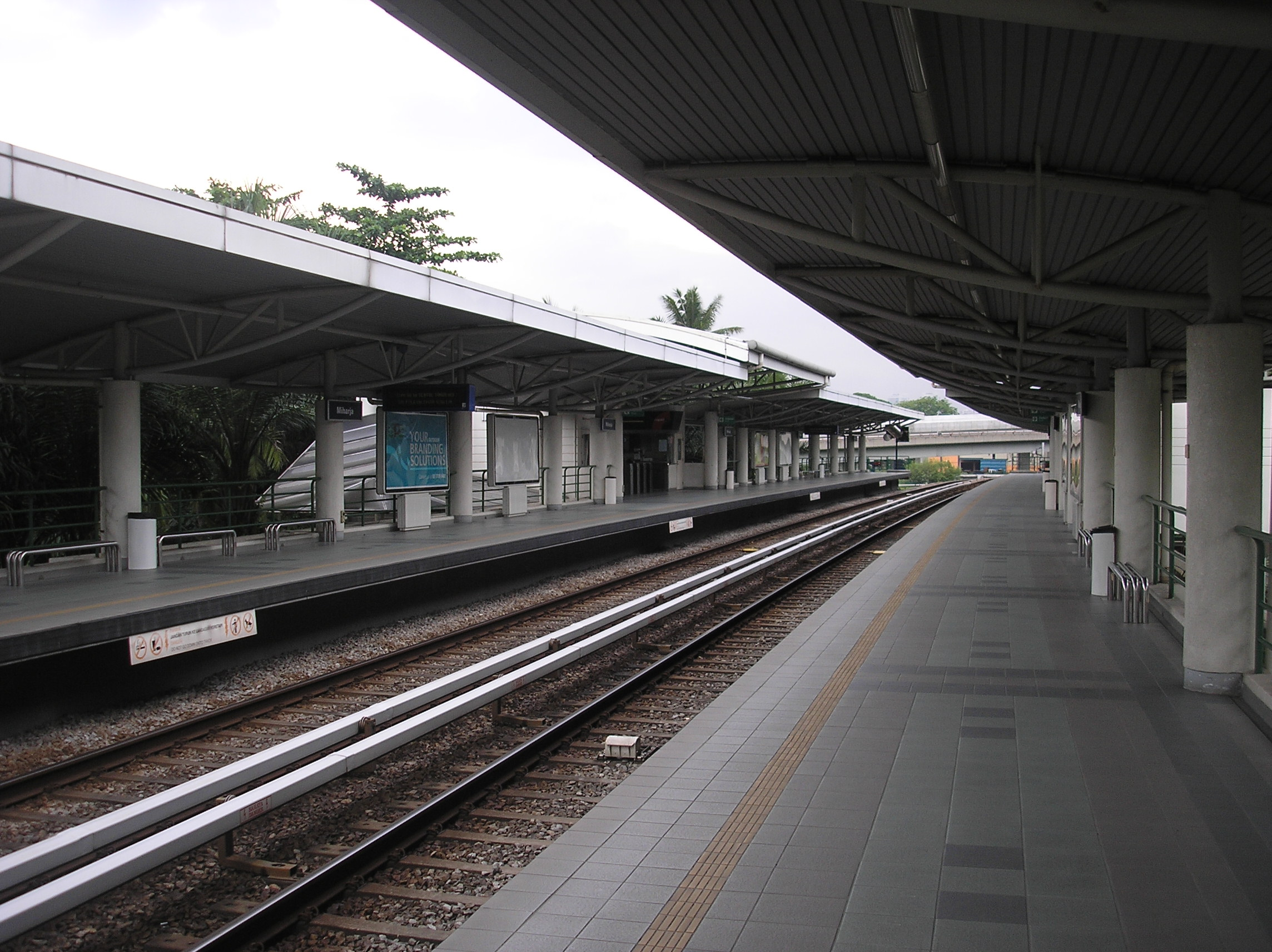
站台一览